# Treehouse of Horror XVIII
«Treehouse of Horror XVIII» (с англ. — «Домик ужасов на дереве 18») — пятый эпизод девятнадцатого сезона мультсериала «Симпсоны». Премьера эпизода состоялась 4 ноября 2007 года. «Treehouse of Horror XVIII» стал восемнадцатым по счёту хэллоуинским эпизодом.

## Сюжет
В заставке Мардж рассказывает о событиях прошлой недели, но на экране начинает мелькать реклама «American Idol», «Спорта на канале Fox», «Доктора Хауса» и «24». Герои сериала «Prison Break» убегают. Мардж убивает Доктора Хауса и Джека Баера, а затем запекает их в кекс.
Когда она начинает резать кекс, показывается, что в его разрезах начинка выложена в виде букв с названием серии и именами создателей. Гомер съедает кусок с этими именами, приговаривая, что часть с создателями очень вкусная.

### E.T., Go Home (сангл.—«Пришельцы, валите домой»)
Мардж послала Барта за бутаном в сарай. Барт видит там внеземное сияние и, бросая бейсбольный мяч, проверяет, кто там. Он находит Кодоса. Тот говорит Барту, что инопланетяне пришли с миром, чтобы найти наши слабые места «для достижения прочного мира» и в знак дружбы его оставили на Земле.
Барт приводит его в дом и показывает свои игрушки. Вскоре инопланетянина обнаруживает Лиза, а он вскоре начинает петь песню «…Мир вам всем из космоса».
Лиза спрашивает, чем они могут ему помочь. Инопланетянин говорит, что хочет позвонить своей семье и сказать им, что у него все хорошо, но для этого ему нужны: волоконно-оптический кабель, уран-235, два билета на бродвейский мюзикл «Avenue Q» и 7 миллиардов мешков для трупов…
Когда Кодос моется в ванной Симпсонов, туда же заходит Гомер, где ему был сделан массаж щупальцами. Обо всём узнают родители. За «космическим щеночком Барта» приезжает НАСА, и у Гомера появляется план.
Барт увозит тяжёлого Кодоса на велосипеде в лес, где он доделывает машину. Инопланетянин признаётся, что это не телефон, а космический портал, созданный для инопланетян, которые прилетят и будут отрывать головы людей. Из портала выходят инопланетяне, но их тут же расстреливает армия из вертолётов и другой тяжелой техники. В живых остаётся только Кодос. К Барту подходит Гомер и говорит, что им разрешили убить последнего из них. Когда Барт прицелился Кодос начал давить на жалость и тот не смог убить. Но в итоге Гомер с радостью сделал это дело.
Перед вскрытием Кодоса, Лиза не может поверить, что инопланетянин, который выглядел так зловеще, действительно оказался злым. Подопытный заявляет, что он жив, но Гомер быстро исправляет это с помощью подушки.

### Mr. & Mrs. Simpson (сангл.—«Мистер и миссис Симпсон»)
Гомер и Мардж сидят в креслах, рассказывая о своих проблемах… Мардж говорит, что не знает, куда же Гомер ходит по ночам.
Гомер идёт в туалет, который легко трансформируется в комнату спецагента. Он работает киллером на мистера Бёрнса. Заказчик хочет убрать Кента Брокмана, известного репортёра, который обнаружил канаву, куда Бёрнс буквально сбрасывал электричество, чтобы взвинтить цены. Гомер соглашается.
Гомер говорит Мардж, что уходит на ночное шоу обезьян в зоопарке. Мардж признаётся, что этой ночью она будет перепродавать машины.
Цель Гомера находится в клубе с вывеской «Владельцы Смокинга приветствуют Кента Брокмана»: он в строительной каске, усами, и чемоданчиком с снайперской винтовкой, поднимается на 9 этаж строящегося здания. Пока Гомер думал, какую бы умную фразу ему сказать, его опередила таинственная блондинка. Выстрелив в голову он сбил парик и понял, что Мардж — профессиональная убийца.
Гомер возвращается домой, но Мардж уже там, пряча окровавленный меч за спиной, она приветствует его. Гомер замечает парик на блендере — тогда Мардж говорит, что это чехол для него.
У Мардж и Гомера ужин при свечах: она приготовила ему «убийственную» лазанью, а он, пытаясь заставить себя отказаться, не смог удержаться и съел её. Между ними началась перестрелка, целью которой было выяснить отношение. В итоге выясняется, что Мардж платят за голову 50 тысяч, а Гомер только берёт всё из кошелька жертвы. В ходе перестрелки был застрелен сначала Эйб Симпсон, а затем и шеф Виггам. Причём, после убийства последнего, супруги помирились и на нём же провели прекрасную ночь.
В конце выясняется, что все свои конфликты они высказывали не психиатру, а директору Скиннеру, который говорит, что вообще их вызвал из-за поведения Барта. Серия заканчивается тем, что Гомер и Мардж наводят на него пистолеты и убивают…

### «Heck House» (сангл.—«Комната страха Господня»)
На Хэллоуин Барт, Лиза, Милхаус и Нельсон ходят по домам и просят сладости: «Сладость или гадость» — говорят они, звоня Агнес Скиннер. Но она не захотела давать им сладости… и они решили делать ей пакости. Им понравилось делать гадости больше, чем сладости, и они «перепакостили» всему Спрингфилду.
Их взялся остановить не кто иной, как Нед Фландерс. Церковь превратилась в «Чёртов Дом», где Нед сначала был просто для театральной постановкой в образе дьявола, но затем в него вселился реальный из ада и начал им повествовать о семи смертных грехах: обжорство, гнев, гордыня, праздность, похоть, жадность и зависть. Дети всё осознали, и Фландерс их отпустил.

## Культурные отсылки
- Сегмент «E.T. Go Home» — пародия на фильм Стивена Спилберга «Инопланетянин», причём Барт исполняет роль Кевина, а Кодос — инопланетянина E.T.
- Барт, перед тем, как сходить в сарай, смотрит по телевизору «Самбу со звёздами» с Щекоткой и Царапкой в главных ролях — пародия на проект телеканала ABC «Танцы со звёздами».
- Сегмент «Mr. and Mrs. Simpson» пародирует фильм «Мистер и миссис Смит».
- Изображение ада в эпизоде воспроизводит мотивы триптихов Иеронима Босха «Сад земных наслаждений» и «Страшный суд».
- Трактор, который превращается в робота — пародия на мультсериал 1980-х годов «Трансформеры».

## Саундтрек
- Ramones — «Blitzkrieg Bop»[1]